# Castelo de Peyrepertuse

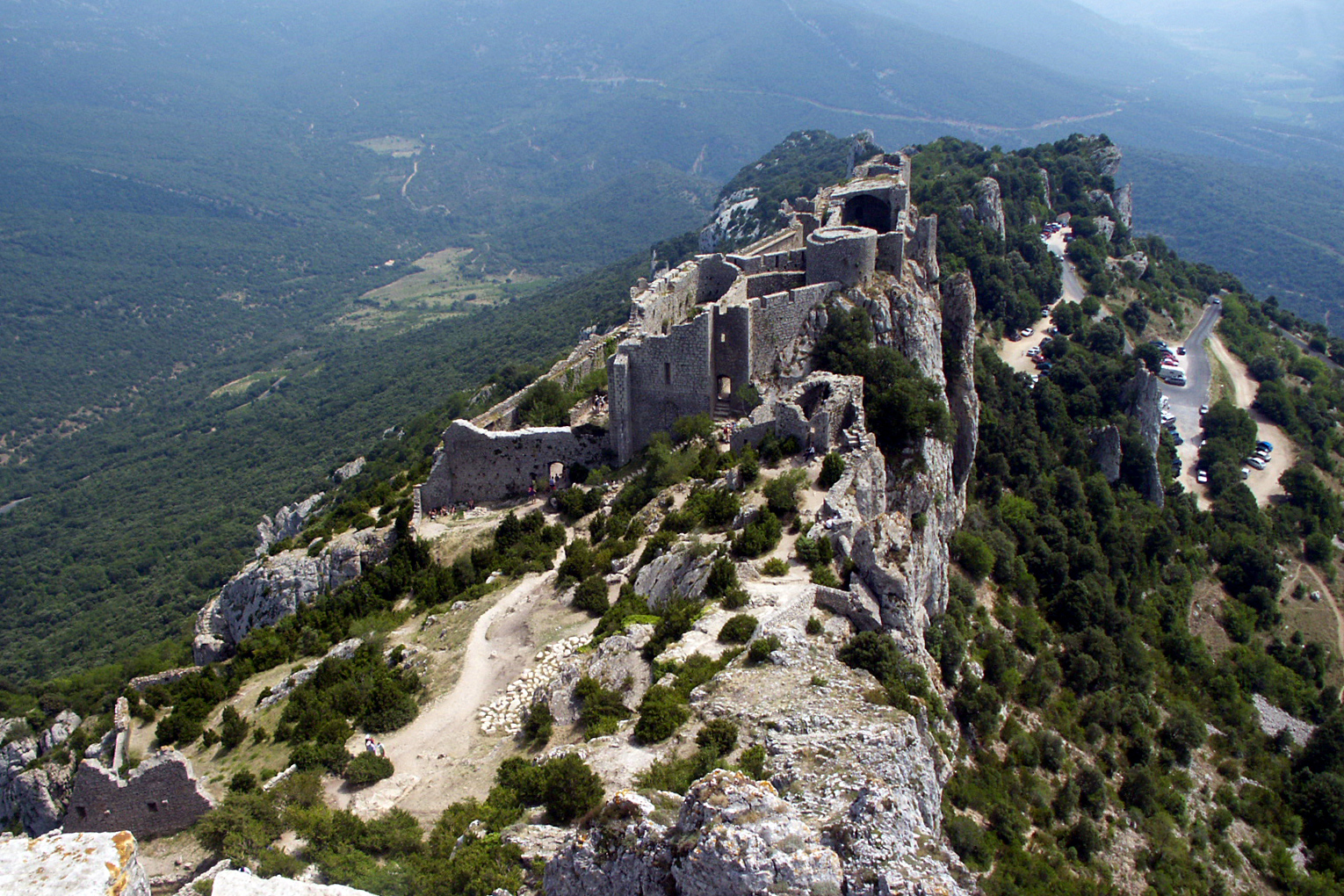
Castelo de Peyrepertuse, França: parte baixa vista do torreão de San-Jordy.

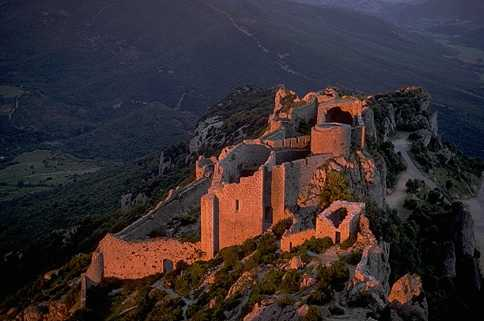
Castelo de Peyrepertuse, França: parte baixa ao pôr-do-sol, vista do torreão de San-Jordi.

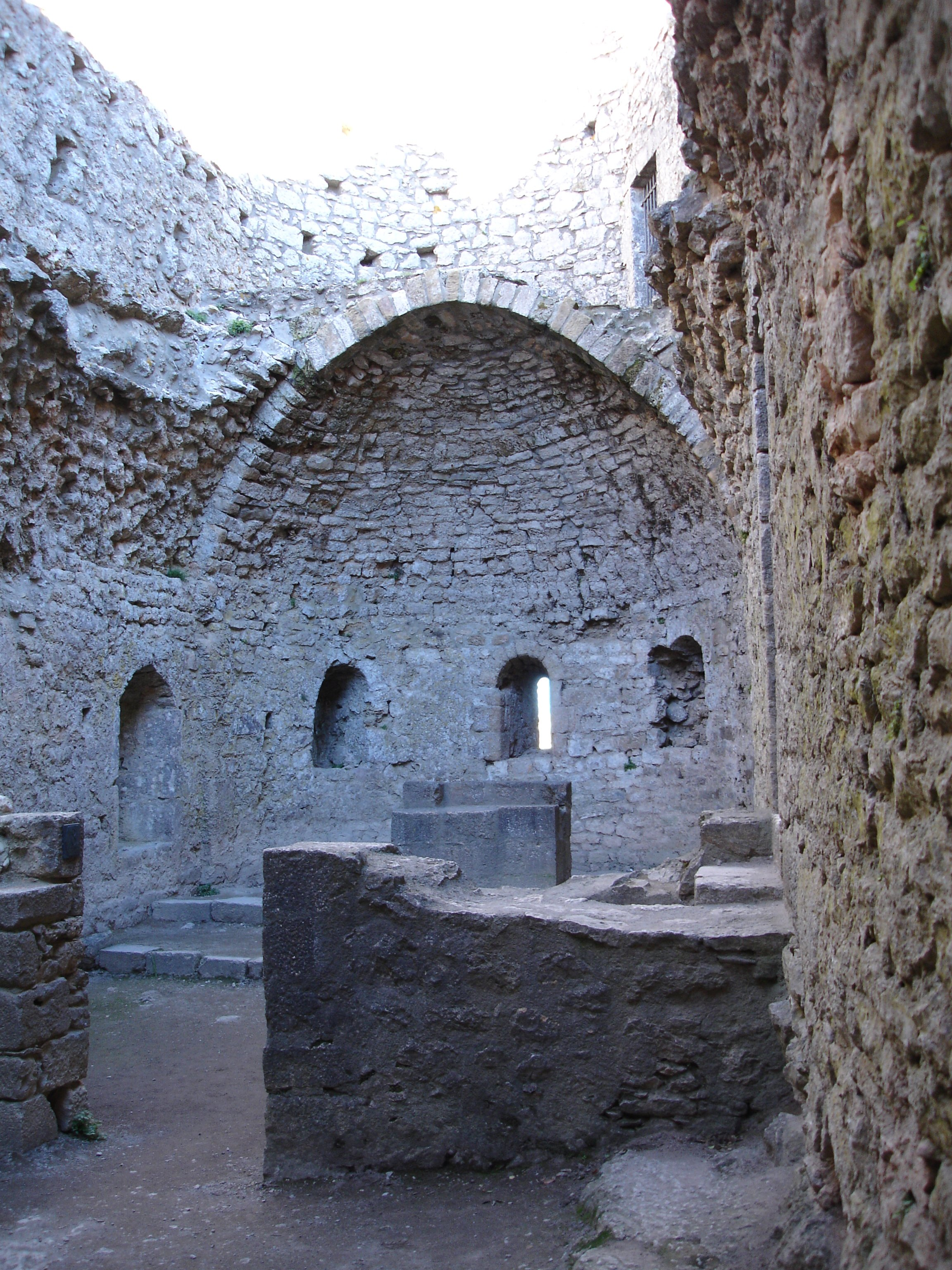
Castelo de Peyrepartuse, França: vestígios da capela de Santa Maria.

O Castelo de Peyrepertuse (em occitano "Pèirapertusa"), localiza-se na comuna de Duilhac-sous-Peyrepertuse, no Departamento de Aude, na região de Languedoc-Roussillon, na França.
Em posição dominante no alto de uma crista calcária que separa Duilhac da vila de Rouffiac-des-Corbières, a sua função era a de vigiar os vales circundantes, controlar os desfiladeiros na montanha e comunicar-se por sinais com o Castelo de Quéribus, um pouco mais ao Sul.

## História

### Antecedentes
O local do castelo foi primitivamente ocupado pelos Romanos desde o alvorecer do século I a.C., conforme têm mostrado as recentes pesquisas.

### O castelo medieval
As primeiras referências históricas à existência do castelo remontam ao ano de 806, quando ele pertencia à Catalunha e se denominava Pérapertusès (em occitano Pèirapertusés) que significa Pedra furada. Posteriormente, o seu domínio veio a pertencer ao conde de Besalù, uma pequena vila situada entre Figueras e Olot na Catalunha, de acordo com um texto datado de 1020.
O castelo e seus domínios passam mais tarde a integrar os do condado de Barcelona, e depois ainda os do viscondado de Narbona. Em 1162, o conde de Barcelona Afonso II de Aragão, separou a coroa do reino de Aragão formando o reino de Espanha. A situação política nesta região não ficou clara até à assinatura do Tratado de Corbeil em 1258, que deixou livres a Catalunha e o Languedoc. Este diploma estabeleceu ainda as fronteiras ao Sul do Castelo de Peyrepertuse, que se tornou um posto avançado de proteção contra a Espanha.
À época da Cruzada albigense, ele constitui-se no feudo Guillaume de Peyrepertuse, excomungado em 1224. Este último se submeteu após o desastre do cerco de Carcassone e o castelo e seus domínios tornaram-se uma possessão francesa em 1240. São Luís decidiu reforçá-lo em 1242, acrescentando-lhe uma segunda parte, o "torreão de San-Jordy", situado em plano mais elevado sobre a crista. O conjunto tornou-se uma das fortalezas reais - os "Cinco filhos de Carcassonne" - que defendiam a fronteira francesa frente ao reino de Aragão, depois a Espanha já no século XVII.
Mesmo a cidadela não apresentado mais valor estratégico após a anexação do condado do Rossilhão em 1658, uma guarnição foi mantida no castelo até à época da Revolução Francesa, após a qual foi abandonado, caindo em ruínas.

### Do século XX aos nossos dias
O conjunto encontra-se relacionado como monumento histórico pelo Ministério francês de Cultura desde 1908.
Em ruínas, modernamente é considerado como um dos chamados "castelos cátaros", atraindo cerca de cem mil visitantes por ano.

## Características
O castelo tem as dimensões gerais de trezentos metros de comprimento por sessenta de largura na sua parte mais larga.
A entrada principal rasga-se na muralha norte e as demais faces são naturalmente protegidas pelas escarpas.
Todo o castelo encontra-se envolvido por muralhas cuidadosamente firmadas nas escarpas. O seu troço norte, mais acessível, é mais imponente que o lado sul, mais protegido por declives mais abruptos. O conjunto é composto por duas esplanadas, a leste e a oeste. A primeira é delimitada por uma cortina com cento e vinte metros de extensão, balizada por duas torres. Nela Podem-se observar, o primitivo castelo do conde de Besalù e a capela do século XII. Uma cisterna também pode ser observada junto a este primitivo castelo.
Sobre a esplanada oeste se ergue o castelo mais recente, empoleirado sobre a rocha de San-Jordy. A comunicação entre ambas as partes, baixa e alta do conjunto, é feita por uma íngreme escadaria denominada de escada de São Luís. O "torreão de San-Jordy" é, na realidade, um castelo em si, com o seu próprio sistema defensivo, capaz de resistir a um assalto do inimigo, mesmo que este tenha dominado a parte inferior do conjunto.

## Curiosidades

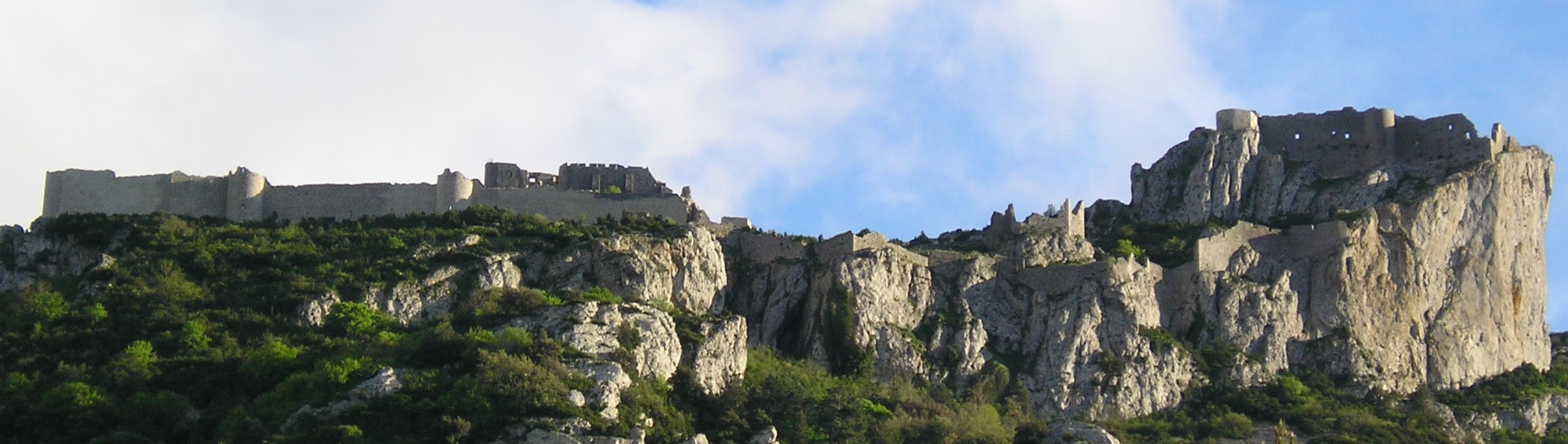
Castelo de Peyrepertuse, França: vista panorâmica do conjunto a partir da comuna de Rouffiac-des-Corbières.

A entrada principal do castelo dá-se pela face norte, mas à época dos Cátaros uma passagem secreta permitia o acesso, ao final de um estreito caminho por detrás de um grande espigão rochoso através de uma escada amovível. Essa poterna encontra-se atualmente vedada, embora o caminho ainda exista.